# Johann Ulrich Steigleder
Johann Ulrich Steigleder /jo:'han 'ʊlʀiç 'staɪ̯kˌle:dɐ/ (Schwäbisch Hall, 22 marzo 1593 – Stoccarda, 10 ottobre 1635) è stato un organista e compositore tedesco del primo barocco.

## Famiglia
Steigleder nacque in un'antica famiglia di organisti. Suo nonno Utz Steigleder († 1581) fu organista di corte e di convento al servizio di molti duchi di Württemberg. Suo padre Adam Steigleder (1561–1633) ricevette dal duca Ludovico di Württemberg una borsa di studio per perfezionarsi a Roma dal 1580 al 1583. Al suo ritorno, l'atteso posto di maestro di cappella era già occupato da Simon Lohet, proveniente dal Principato vescovile di Liegi. Dopo qualche tempo passato alla cappella di corte, Adam Steigleder divenne organista alla Michaelskirche di Schwäbisch Hall e in seguito al Duomo di Ulma.

## Vita e opere
Johann Ulrich Steigleder fu istruito dal padre; come lui stesso menziona nella prefazione del suo Ricercar-Tabulatur, da ragazzo "[bin ich] neben erlernung deß Instruments und Orgel Schlagens von meinen lieben vattern auch zu Organistischer Composition angehallten worden" ("[fui,] oltre allo studio dell'organo, spinto dal mio caro padre anche verso la composizione per organo"). A vent'anni divenne organista a Lindau, tre anni dopo alla Stiftskirche di Stoccarda e fu attivo anche alla cappella di corte. A Stoccarda il giovane Johann Jakob Froberger probabilmente studiò sotto di lui. Dopo la Battaglia di Nördlingen, Stoccarda divenne territorio austriaco e la musica sacra fu abolita. Steigleder morì nell'epidemia di peste scoppiata nel periodo di miseria che ne seguì nel 1635.
Le opere di Steigleder sono un esempio del primo barocco nel Württemberg. Stampò un libro di intavolatura per organo, Ricercar Tabulatura, Organis et Organoedis contenente 12 ricercari (1628), per il quale, come recita il titolo, lui stesso incise le lastre di rame per le parti in notazione moderna e che ora si trova in possesso della Württembergischen Landesbibliothek. Un'altra pubblicazione contenente 46 variazioni sul corale luterano Vater unser im Himmelreich apparve nel 1617.

## Discografia
- Das Orgelwerk: Tabulatur Buch Darinnen Daß Vatter unser auff 2. 3 und 4 Stimmen Componirt und viertzig mal Varirt würd (1627) und Ricercar Tabulatura (1624). Organista: Léon Berben, organo Arp Schnitger di St. Jacobi, Cuxhaven (2 CD, Aeolus, 2005)
- Ricercar Tabulatura 1624. Organista: Olimpio Medori, organo della SS. Annunziata, Firenze (Cornetto, 2004)